# 三星Galaxy A60
三星Galaxy A60 是三星電子制造的智慧型手機。在印度稱Galaxy M40、中國大陸稱蓋樂世A60元氣版。這台智慧型手機採用高通驍龍675晶片，6GBRAM，和128GB內部儲存空間組成。A60可支持最高512GB的Micro SD卡。3500mAh電池容量，也支援快速充電。Galaxy A60使用Infinity-O螢幕技術，尺寸為6.3吋，比例為19.5:9。配備了三顆後攝像頭，分別為景深鏡頭、主鏡頭及超廣角鏡頭。但A60不設3.5mm耳機孔。同時也不適用Always on Display功能。而為追求更高屏佔比，A60使用Infinity - O螢幕技術。並在2021年4月21日更新至Android 11。